# Masuriske Søer
De Masuriske Søer (polsk: Pojezierze Mazurskie, tysk: Masurische Seenplatte) er betegnelsen på de cirka 3.000 søer beliggende i Masurien i det nordøstlige Polen, 130-240 km nordøst for Warszawa. Søerne opstod under pleistocæn-istiden. Mange bakker i området er moræner, og mange af søerne er fjordsøer.
Området strækker sig ca. 290 km mod øst fra den nedre del af Weichsel til grænsen mellem Polen og Litauen og dækker et areal på ca. 52.000 km². Administrativt er søerne en del af det ermlandsk-masuriske voivodskab. Fra 1200-tallet til 1945 hørte de til Østpreussen. Små dele af distriktet ligger i det masoviske voivodskab og de podlakiske voivodskab.

## Inddeling
Området De Masuriske Søer er opdelt i syv mesoregioner (geomorfologisk underinddeling) :
- Pojezierze Olsztyńskie - Allenstein søområde
- Pojezierze Mrągowskie - Sensburg søområde
- Kraina Wielkich Jezior Mazurskich - De store masuriske søer
- Kraina Węgorapy - Angerapp Land
- Seeskerbakkerne
- Pojezierze Ełckie - Lycker søområde
- Równina Mazurska - Masuriske Sletter

## Naturbeskyttelse
Omkring 40 procent af det masuriske søområde er beskyttet natur.

### Landskabspark
Den Masuriske Landskabspark dækker ca. 40.000 ha, hvoraf ca. 18.000 ha er urskov og 15.000 ha vandoverflade. Der er 114 naturreservater i landskabsparken. Et af dem er Śniardwy (Spirding-søen).

### Naturreservater
Reservatet omkring søen Łuknajno (Lucknainer See) nær Nikolaiken, som er hjemsted for en stor koloni af knopsvaner, er under særlig UNESCO-beskyttelse som et biosfærereservat. Krutynia-floden, som er omkring 100 kilometer lang, har også status som et reservat. Floden, der forbinder mange søer, kan bruges af vandsportsentusiaster til kajak- eller kanoture.

## Historie
Søerne blev kendt under første verdenskrig, da tyske styrker under kommando af feltmarskal Paul von Hindenburg i to slag i slutningen af 1914 og begyndelsen af 1915 besejrede russiske hærstyrker og tvang dem ud af Østpreussen.
Dansen mazurka kommer fra området.